# Brunettia biscula
Brunettia biscula är en tvåvingeart som beskrevs av Quate 1967. Brunettia biscula ingår i släktet Brunettia och familjen fjärilsmyggor. Inga underarter finns listade i Catalogue of Life.